# 布埃尼亚
布埃尼亚，是西班牙阿拉贡自治区特鲁埃尔省的一个市镇。总面积41平方公里，总人口90人（2001年），人口密度2人/平方公里。